# Arandis (Wahlkreis)
Arandis ist ein Wahlkreis in der Region Erongo im Westen Namibias. Hauptort ist die gleichnamige Stadt Arandis inmitten der Namib. Der Wahlkreis hat eine Fläche von 13.520 Quadratkilometer und gut 13.500 Einwohner (Stand 2023).

## Wahlen
| Wahl | Name            | Partei | Stimmenanteil |
| ---- | --------------- | ------ | ------------- |
| 1992 | Asser Kapere    | SWAPO  | 82,8 %        |
| 1998 | Asser Kapere    | SWAPO  | 59,2 %        |
| 2004 | Asser Kapere    | SWAPO  | 64,1 %        |
| 2010 | Asser Kapere    | SWAPO  | 55,7 %        |
| 2015 | Benitha Imbamba | SWAPO  | 54,2 %        |
| 2020 | Benitha Imbamba | SWAPO  | 30,5 %        |